# Petr Jan Vinš
Petr Jan Vinš (* 29. září 1982 Praha) je český teolog, starokatolický kněz, judaista a překladatel.
Vystudoval teologii a religionistiku na Husitské teologické fakultě Univerzity Karlovy a starozákonní biblistiku na Univerzitě ve švýcarském Bernu. Působí jako administrátor starokatolické farnosti při katedrálním chrámu sv. Vavřince na Petříně, pedagog Kabinetu starokatolických studií na HTF UK. V letech 2016–2024 zastával funkci generálního sekretáře Ekumenické rady církví v ČR. Z tohoto titulu také spolupořádal Červenou středu.
V říjnu 2019 byl na 50. synodě Starokatolické církve v ČR zvolen členem Synodní rady. V roce 2024 přednášel v kněžských seminářích Filipínské nezávislé církve.
Dále se zabývá rovněž novější jidiš literaturou a vedle tohoto jazyka překládá také z němčiny a angličtiny. V roce 2013 byl spolu s Ivanou Kuglerovou oceněn 1. cenou v Soutěži Jiřího Levého za překlad jidiš básně Židovské tanečnici od Perece Markiše.
Absolval kurz exorcismu na papežské univerzitě Pontificio Ateneo Regina Apostolorum, podle rozhovoru z roku 2024 sám přímo exorcismus nikdy neprováděl.
Je členem Českého klubu skeptiků Sisyfos.
Je skaut, jeho přezdívka je Gobers.

## Galerie

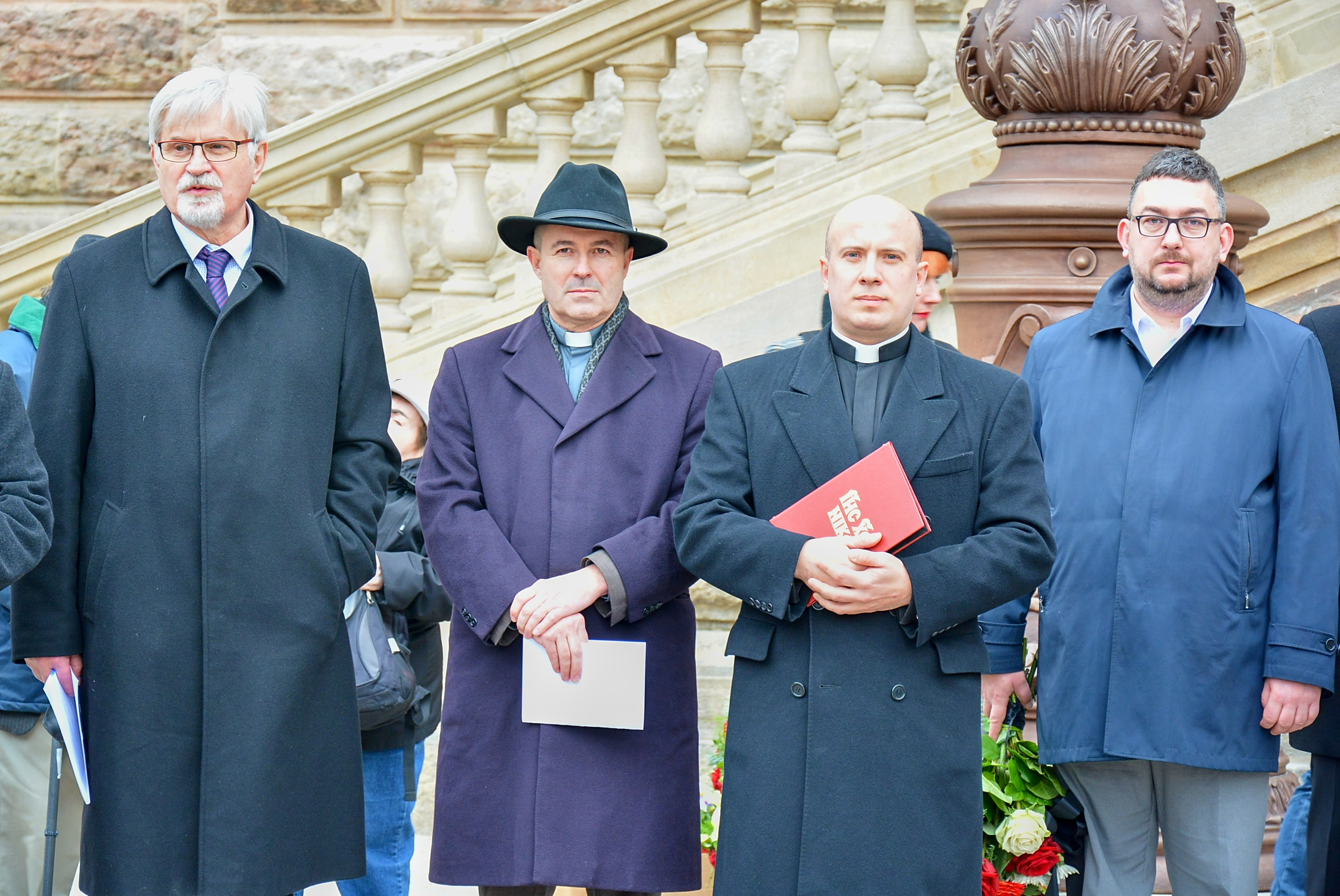
Petr Jan Vinš na pietním setkání k výročí upálení Jana Palacha pořádaném ERC (druhý zprava).